# Milan Obradović
Milan Obradović, cyr. Милан Обрадовић (ur. 3 sierpnia 1977 w Belgradzie, Jugosławia) – serbski piłkarz, grający na pozycji obrońcy, reprezentant Serbii i Czarnogóry.

## Kariera piłkarska

### Kariera klubowa
W 1996 rozpoczął karierę piłkarską w klubie FK Radnički Jugopetrol Belgrad, skąd w 1999 przeszedł do FK Obilić Belgrad. W 2001 został zaproszony do rosyjskiego Lokomotiwu Moskwa, w którym dwa sezony występował w rozgrywkach Ligi Mistrzów. Następnie po jednym sezonie w Borussii Mönchengladbach powrócił do Radnički. W sezonie 2005/06 bronił barw greckiego klubu APO Akratitos. W lipcu 2006 podpisał 2-letni kontrakt z Metalistem Charków. W lutym 2013 roku został wypożyczony do końca sezonu do Arsenału Kijów. Latem 2013 powrócił do ojczyzny, gdzie został piłkarzem Partizanu Belgrad.

### Kariera reprezentacyjna
W latach 2000–2001 rozegrał 7 gier w reprezentacji Serbii i Czarnogóry.

## Sukcesy i odznaczenia

### Sukcesy klubowe
- mistrz Rosji: 2002
- zdobywca Pucharu Rosji: 2001
- brązowy medalista Mistrzostw Ukrainy: 2007, 2008